# Mosquée Tuanku Mizan Zainal Abidin
La mosquée Tuanku Mizan Zainal Abidin (en malais : Masjid Tuanku Mizan Zainal Abidin ; en jawi : مسجد توانكو ميزن زاينل عابدين) ou mosquée de Fer (malais : Masjid Besi) est la deuxième plus importante mosquée de Putrajaya, en Malaisie, après la mosquée Putra. Elle se trouve dans le 3e arrondissement de la ville, en face du palais de Justice (en). Elle est construite d'avril 2004 à août 2009 et inaugurée par le 13e roi de Malaisie Mizan Zainal Abidin le 11 juin 2010.
La mosquée est édifiée pour accueillir 24 000 fidèles, dont de nombreux officiels qui travaillent dans le centre-ville ou dans les arrondissements 2, 3, 4 et 18. Le terrain de la mosquée Tuanku Mizan Zainal Abidin est deux fois plus grand que celui de la mosquée Putra, située à 2,2 km plus au nord.

## Description
La « mosquée de Fer » est équipée d'un réseau de froid et d'un système d'air conditionné. L'édifice comporte un « grillage architectural » importé d'Allemagne et de Chine, à l'instar du stade Santiago-Bernabéu à Madrid ou de la Bibliothèque nationale de France à Paris. L'entrée principale est consolidée par du béton renforcé au verre afin d'accroître l'intégrité de la structure. Du verre fin est utilisé pour donner l'illusion d'une mosquée blanche vue de loin.
Le chemin menant à la mosquée croise une passerelle (connue sous le nom « promenade de Kiblat »), qui s'étend sur une aire de 13 639 m2 et est pourvue d'un paysage inspiré des châteaux de l'Alhambra.
L'intérieur de l'édifice est décoré d'œuvres al-Asmaul-Husna dans la variante calligraphique thuluth. L'entrée de la pièce principale de la mosquée est décorée de 80 versets de la sourate Al-Isra (« Le voyage nocture ») du Coran.
Le mur du mihrab est fait de panneaux de verre de 13 m importés d'Allemagne ; il comporte deux inscriptions : celle de droite est tirée de la sourate Al-Baqara (« La vache ») et celle de gauche est issue de la sourate Ibrahim. Ce mur est conçu afin de ne refléter aucune lumière, donnant ainsi l'impression que les versets flottent en l'air. Les bords du toit de la mosquée, d'une longueur de 12,19 m chacun, peuvent protéger de la pluie les fidèles priant en dehors de la salle de prière.